# Winterset (Iowa)
Winterset település az Amerikai Egyesült Államok Iowa államában, Madison megyében, melynek megyeszékhelye is. Lakosainak száma 5353 fő (2020. április 1.).

## Népesség
A település népességének változása:

| 2010 | 5 190 |
| 2020 | 5 353 |